# Unsere Liebe Frau (Abensberg)

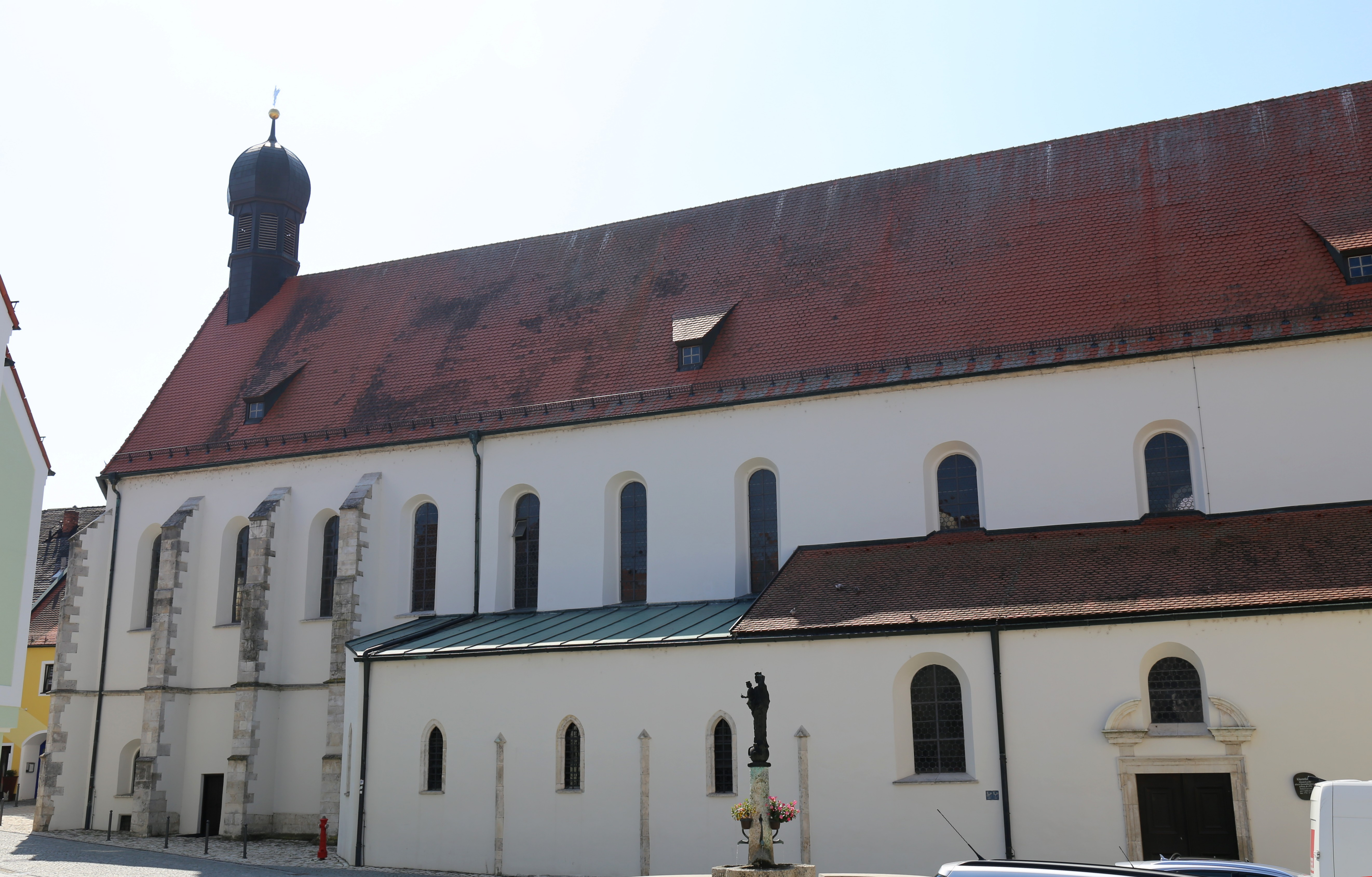
Unsere Liebe Frau in Abensberg

Die römisch-katholische Kirche Unsere Liebe Frau, die ehemalige Klosterkirche des Karmelitenklosters Abensberg, steht in der Gemeinde Abensberg im niederbayerischen Landkreis Kelheim. Das Bauwerk ist in der Liste der Baudenkmäler in Abensberg als Baudenkmal unter der Nr. D-2-73-111-31 eingetragen. Die Kirche gehört zum Dekanat Kelheim im Bistum Regensburg.

## Beschreibung

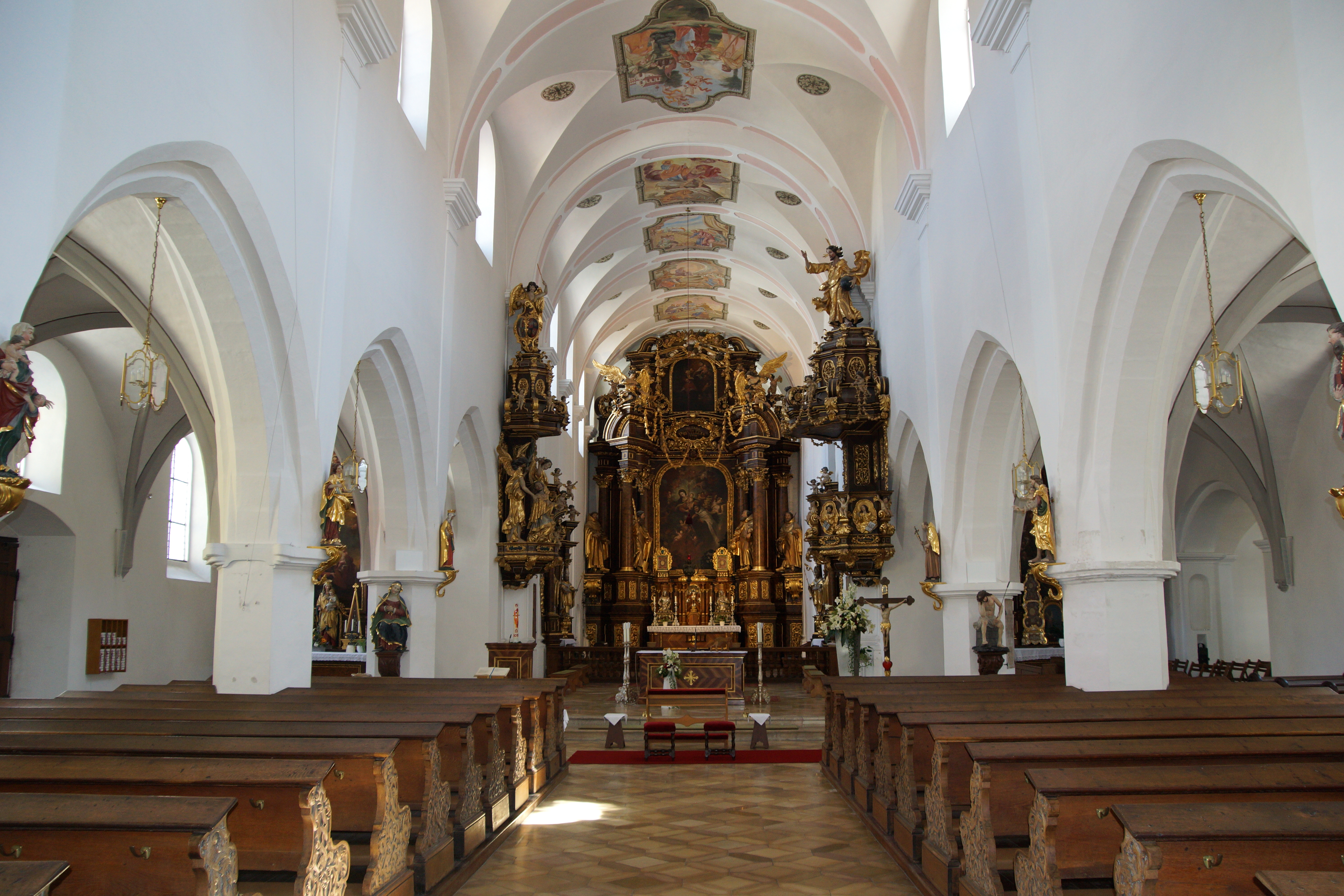
Blick zum Chor

Die in der Mitte des 15. Jahrhunderts als dreischiffige Basilika gebaute gotische Kirche wurde in den Jahren 1710 bis 1712 barock umgestaltet. Sie besteht aus dem Langhaus zu fünf Jochen mit dem Mittelschiff und zwei Seitenschiffen sowie dem von Strebepfeilern gestützten Chor im Osten in der Breite des Mittelschiffs. Auf dem Satteldach des Chors erhebt sich im Westen ein achteckiger Dachreiter mit einer Zwiebelhaube.
Im Zuge der Barockisierung wurden das zuvor flachgedeckte Mittelschiff eingewölbt sowie Fenster und Portale modernisiert. Der Hochaltar, der am Ende des Chores gestanden hatte, wurde in die Mitte vorgerückt und im rückwärtigen Teil des Chors die Sakristei eingerichtet. Darunter wurde die Klostergruft angelegt und die alte Sakristei in die „Kapelle der schmerzhaften Mutter Gottes“ umgewandelt. 
Vor der Sakristei stand fortan der laut Inschrift 1717 privilegierte Hochaltar mit einem gewaltigen, braun gemaserten und golden verzierter Aufbau. Zwischen Säulen, die das geschweifte Gebälk und den Giebel tragen, und vier großen Seitenfiguren des Prüfeninger Bildhauers Franz Anton Neu († 1758) zeigt das 1716 von Johann Gebhard gemalte Altarblatt den heiligen Simon Stock, dem die Gottesmutter Maria das Skapulier überreicht, den Überwurf, den Ordensleute über ihrer Tracht tragen.  
Die  Fresken im Innenraum werden Johann Gebhard zugeschrieben.
Die heutige Orgel wurde von August Hartmann gebaut, errichtet in einem Gehäuse um 1712.